# Anna Kotjetova
Anna Kotjetova (russisk: Анна Александровна Кочетовa tr. Anna Aleksandrovna Kotjetova ; født 4. maj 1987 i Volgograd, Rusland) er en kvindelig russisk håndboldspiller som spiller for HK Astrakhanotjka og Ruslands kvindehåndboldlandshold.